# Giacomo Francesco Cipper

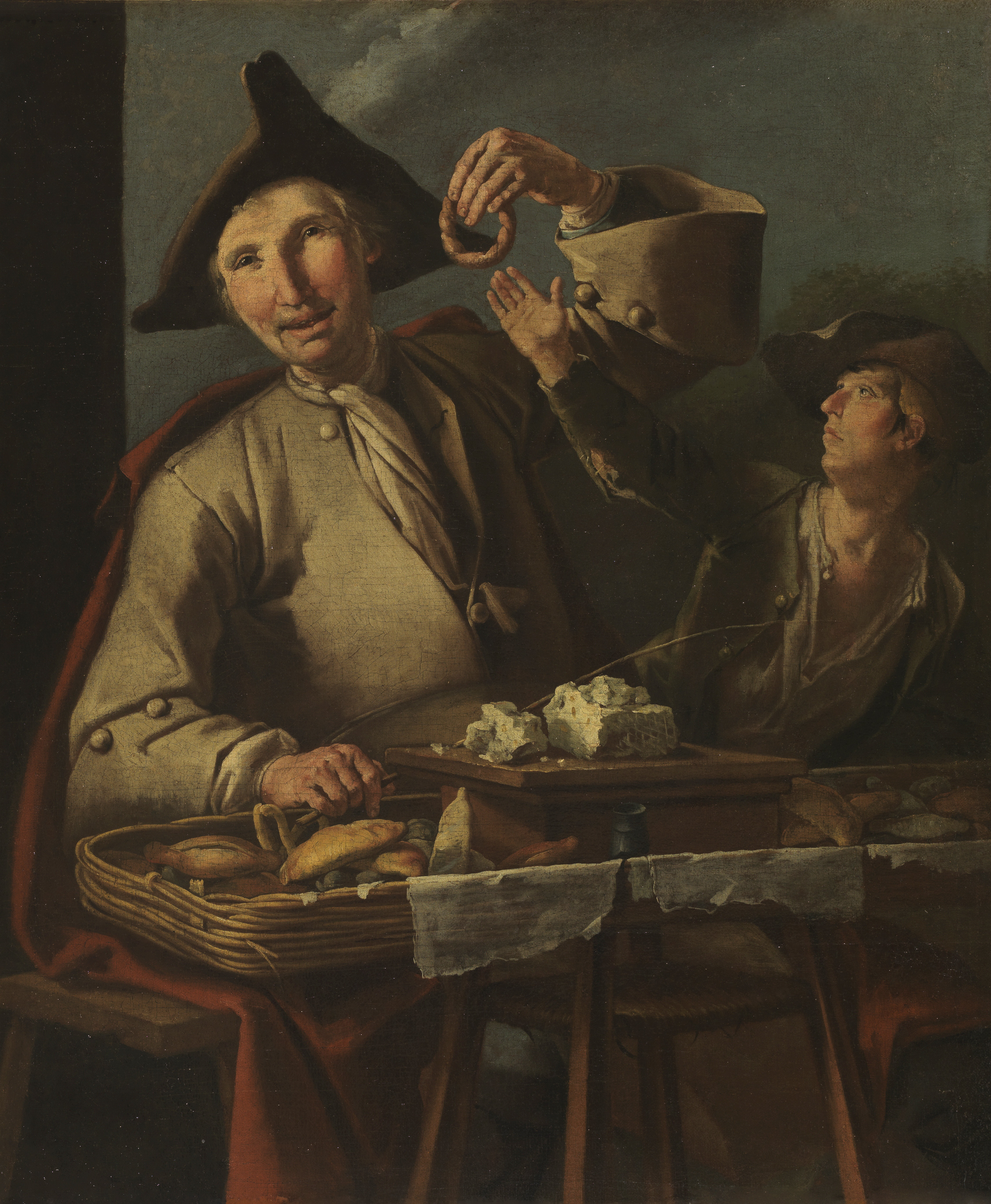
Vendedor de dulces y rosquillas, óleo sobre lienzo, 111 x 92 cm, Madrid, Museo del Prado.

Giacomo Francesco Cipper, llamado il Todeschini – el pequeño alemán– (Feldkirch, 1664-Milán, 1736) fue un pintor austriaco establecido en Milán, especializado en la pintura de género.

## Biografía
Hijo de Eva Rudolfin, fallecida en 1673, y de Hans Caspar Zipper, fue bautizado el 15 de julio de 1664 con el nombre de Franz Jacob. Su padre, de familia adinerada, se dedicó a lo largo de su vida a diversas actividades relacionadas principalmente con el comercio y la educación.
Nada se conoce de su formación y primeros años. Consta que en 1696 se estableció en Milán, fijando su residencia en casa Carcani, en la parroquia de San Vito al Pasquirolo. Aquí contrajo matrimonio con Giulia Francesca, hija de un notario, matrimonio del que nacieron diez hijos. En el verano de 1709 se instalaron en casa Negri, en la vecindad de Giacomo Ceruti y, sin dejar Milán, en 1720 se trasladaron a la parroquia de Santo Stefano Maggiore donde murieron con diferencia de un año, Giulia Francesca en 1735 y Giacomo en 1736.
La primera de sus obras firmada, de 1700, es un bodegón, donde acredita su maestría en la captación de las texturas, manifiesta también al incorporar piezas de bodegón a escenas de género, como sucede en los Vendedores de caza de Mâcon (Musée des Ursulines) o en El bebedor de Amiens (Musée de Picardie), que en el pasado estuvieron atribuidas diversamente a Murillo o a los hermanos Le Nain. Pero fue la pintura de género la que centró su actividad. Siguiendo el ejemplo de Ceruti y de la tradición realista lombarda junto al influjo de Eberhard Keil, Cipper tomó como modelos para sus cuadros a ancianos, niños, mendigos y otros personajes humildes, retratados en sus modestas ocupaciones y en ambientes miserables, pero generalmente sonriendo con gesto alegre (El pequeño flautista, Arbois, Musée Sarret de Grozon), que en ocasiones puede trocarse en mueca caricaturesca, como en El charlatán o en el Dentista bohemio de Brno, castillo de Rajec.